# Liste de pâtes courtes

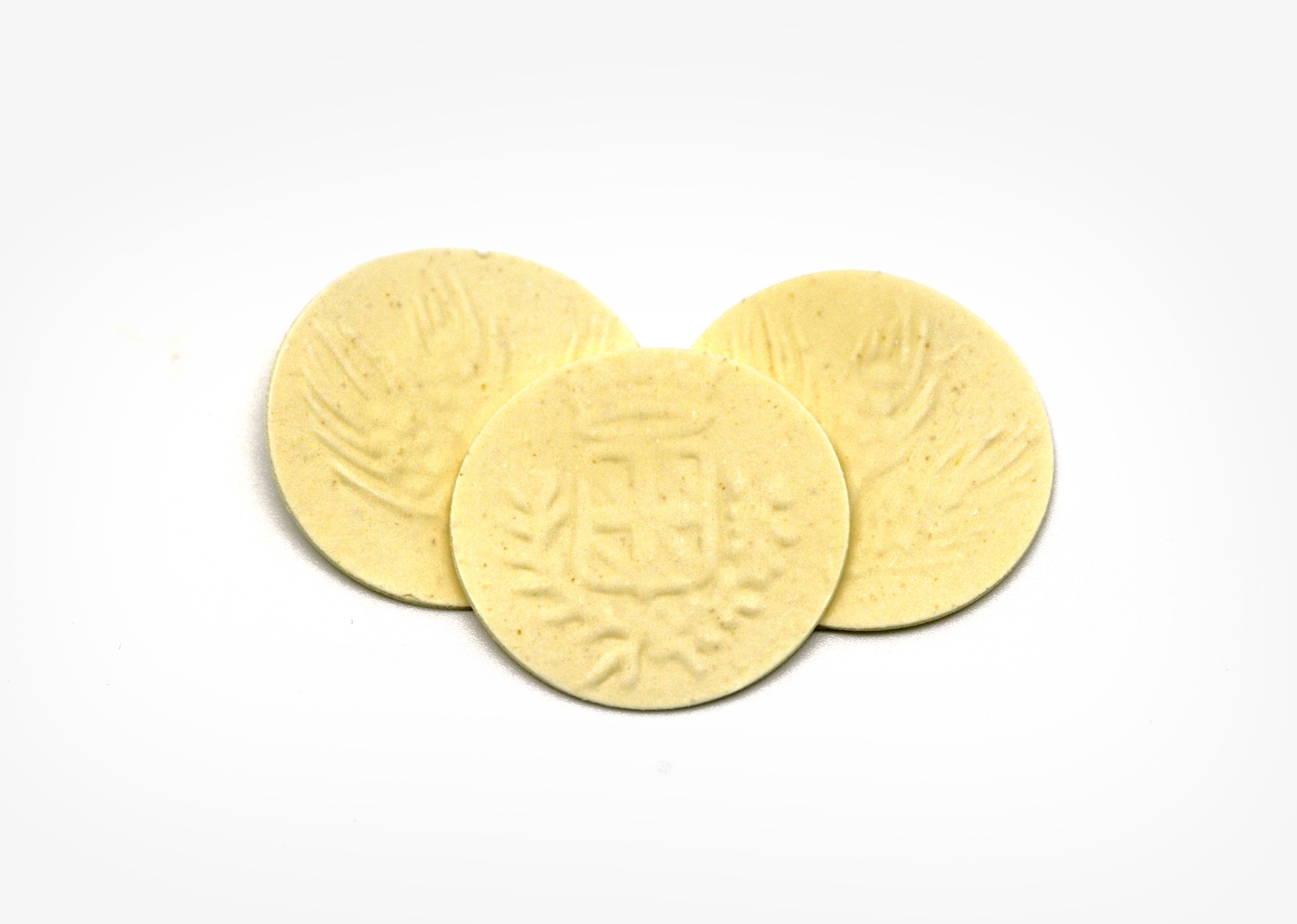
Les croxetti, en forme de sceau

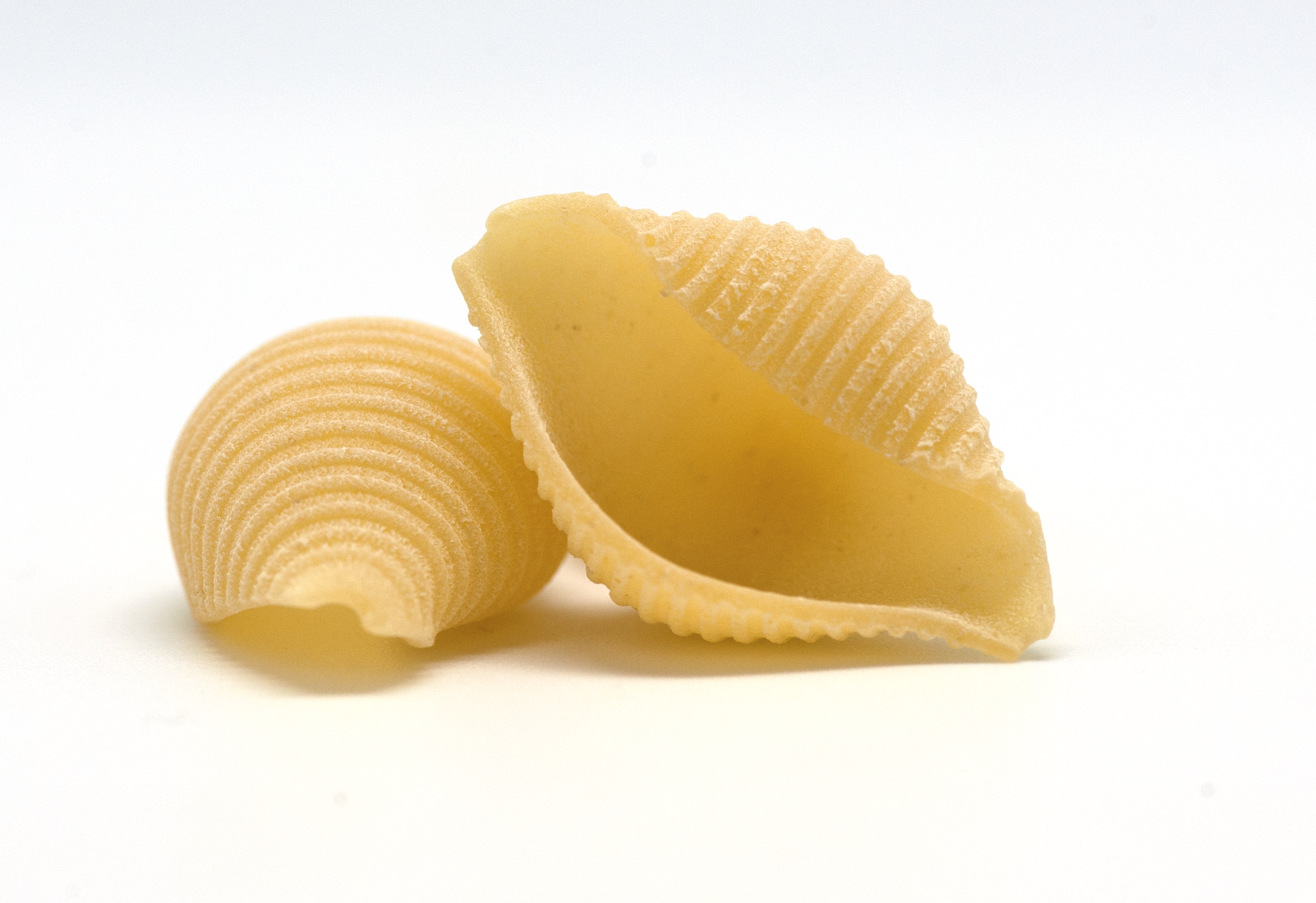
Les conchiglie, des pâtes en forme de coquillage

Les fusilli, avec leur forme hélicoïdale

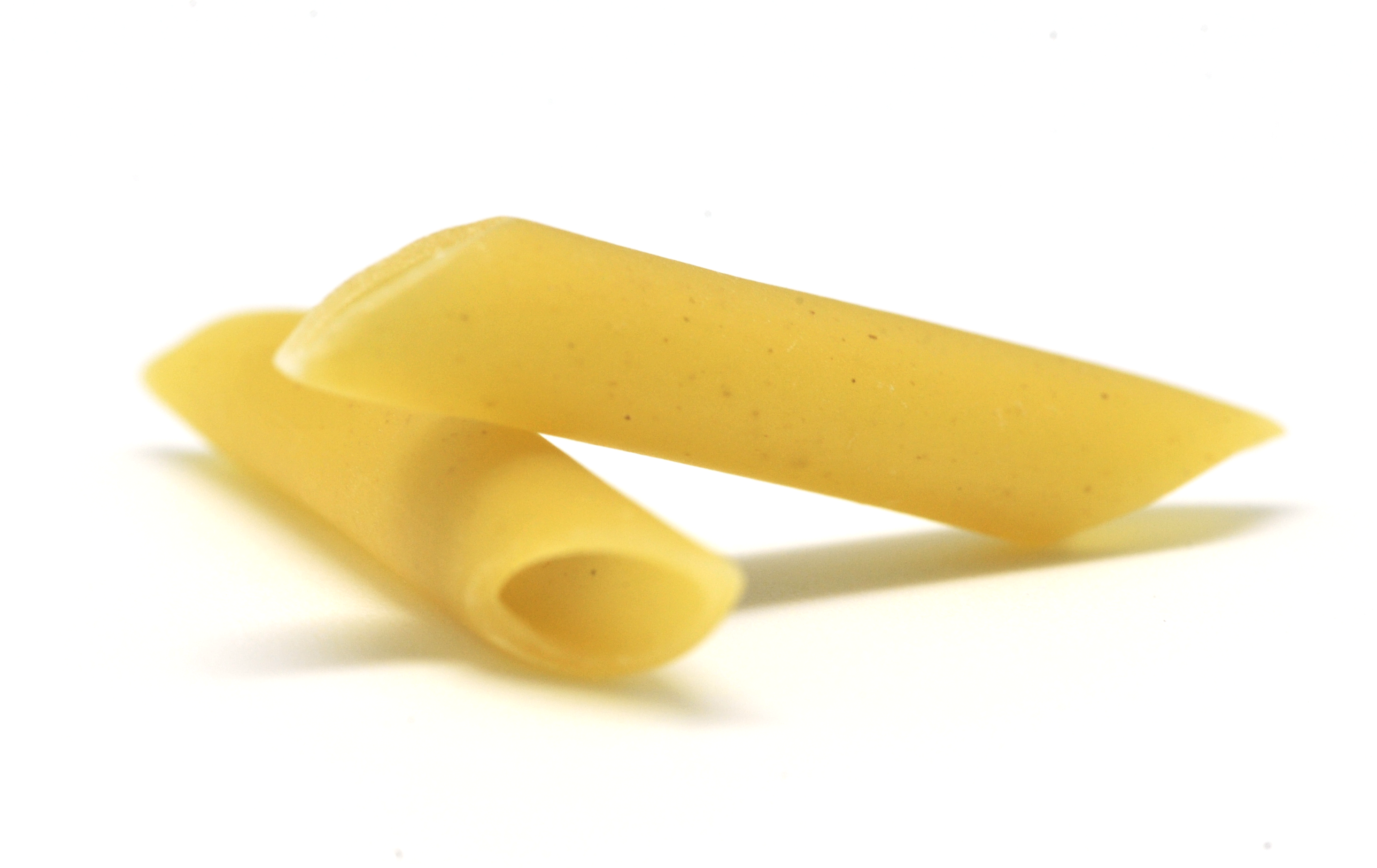
Penne, qui peuvent être lisses (lisce) ou rainurées (rigate)

Cet article contient une liste des pâtes courtes, c'est-à-dire des pâtes alimentaires qui n'ont pas la forme d'une ficelle ou d'un ruban.
Les pâtes qui ont la forme d'une ficelle ou d'un ruban sont appelées pâtes longues.

## Italie
- Casarecce
- Cavatappi
- Croxetti
- Conchiglie
- Farfalle
- Farfalline
- Farfalloni
- Fricelli
- Fusilli
- Gnocchetti di zita lunghi rigati
- Gnocchetti sarde
- Macaroni
- Millerighe
- Orecchiette
- Penne, lisses (lisce) ou striées (rigate)
- Pennoni
- Pipe
- Rigatoni
- Rotelle
- Spaccatella

## France
- Quiques de la vallée de la Roya, qui sont rectangulaires ou losanges
- Vermicelle (au sens français)